# Falkenstein (Hamburg)
Der Falkenstein ist ein bewaldetes Gebiet in Hamburg-Blankenese, das sich bis Hamburg-Rissen erstreckt und Teil eines 1.686 ha großen Landschaftsschutzgebietes ist (siehe Liste der Landschaftsschutzgebiete in Hamburg). Hier wird eine traditionelle Forstwirtschaft betrieben, um den typischen Charakter dieses Mischwaldes zu erhalten.
Zwischen den bewaldeten Hügeln verstecken sich auf weitläufigen, kaum einsehbaren Privatgrundstücken einige der größten und vornehmsten Villen Hamburgs. 
In diesem Waldgebiet liegt auch das Puppenmuseum Falkenstein in der heute unter Denkmalschutz stehenden Villa Landhaus Michaelsen, die der Architekt Karl Schneider 1923 bis 1924 für die Fabrikantenfrau Elise „Ite“ Michaelsen im Stil des Neuen Bauens, errichten ließ, eine Pionierleistung der Moderne. Verleger Axel Cäsar Springer, der bis in die 1970er Jahre in einer benachbarten Villa gewohnt hatte und zum Schutz seiner Privatsphäre weitere Villengrundstücke in der Umgebung erworben hatte, stiftete nach dem Selbstmord seines Sohnes Axel Springer, der unter dem Künstlernamen Sven Simon als Fotograf gearbeitet hatte, 1980 einen ca. 55.000 m² großen Teil seiner Ländereien unter dem Namen „Sven-Simon-Park“, samt der renovierungsbedürftigen Bauhausvilla, die durch Spender als Puppenmuseum wieder hergerichtet werden konnte, der Öffentlichkeit. In unmittelbarer Nähe befindet sich der Golfclub Falkenstein. Das ebenfalls ursprünglich in Hamburg-Falkenstein gelegene Institut für Friedensforschung und Sicherheitspolitik wurde mittlerweile nach Eimsbüttel verlegt.

## Falkensteiner Ufer
Das Falkensteiner Ufer begrenzt den Wald an der Unterelbe. Das Gebiet ist ein beliebtes Ausflugsziel und Naherholungsgebiet. Der Strand wird auch zum Baden in der Elbe genutzt. Zwischen Paddelclub und Campingplatz ist die Straße Falkensteiner Ufer eine Fahrradstraße. Der Campingplatz Elbe Camp ist von April bis Oktober geöffnet.

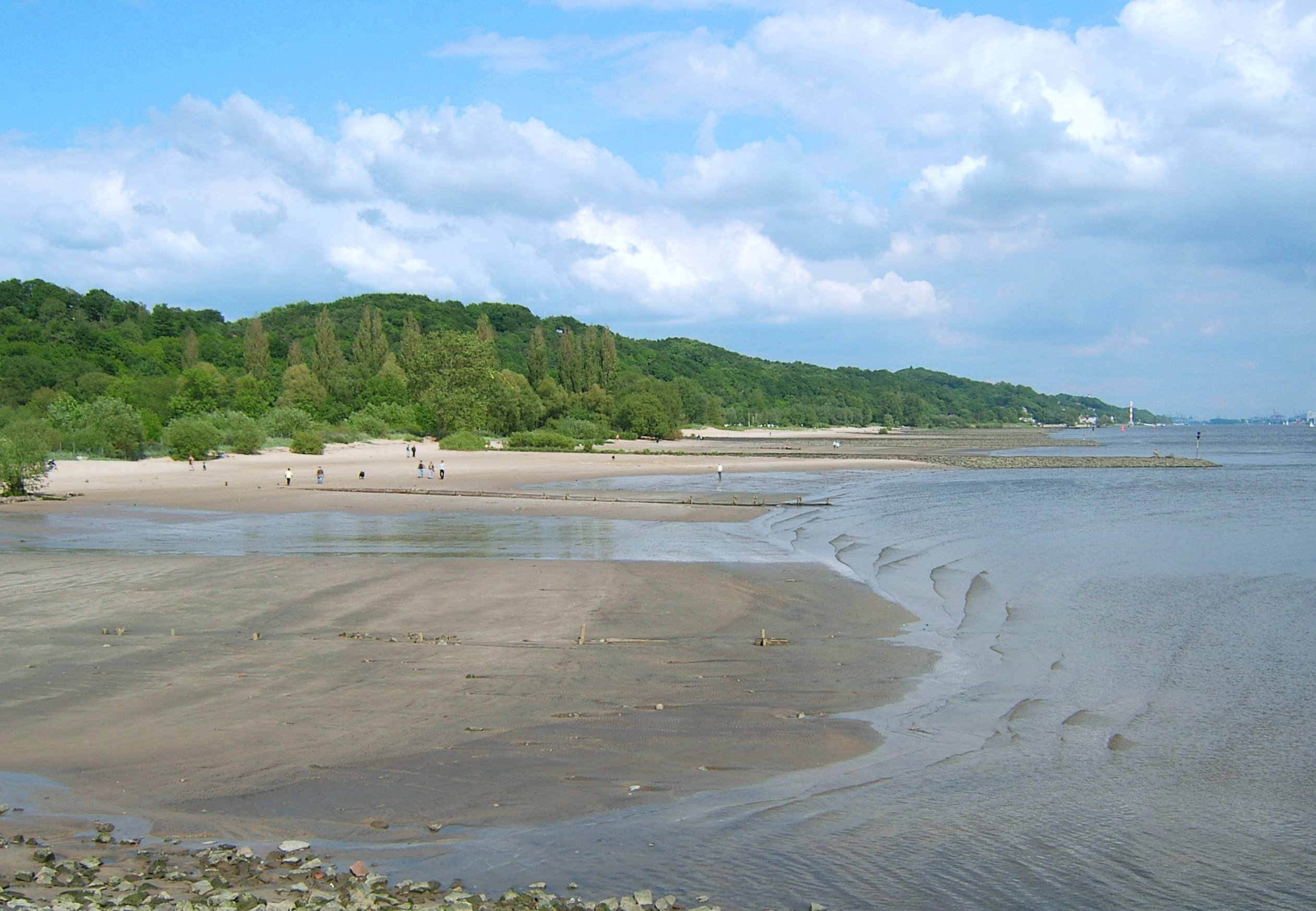
Elbstrand am Falkensteiner Ufer
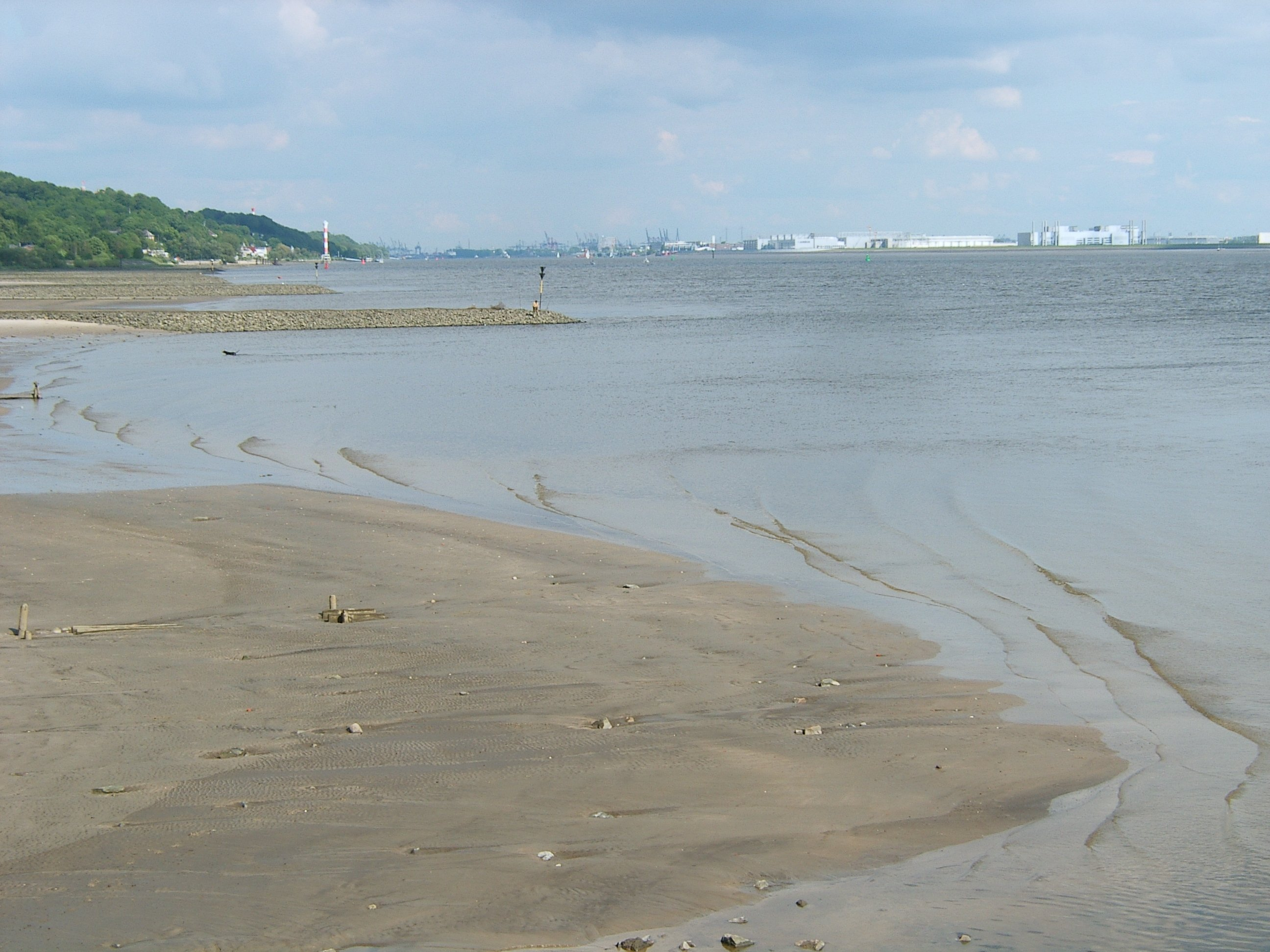
Strand, im Hintergrund das Airbus-Werk in Finkenwerder und der Hamburger Hafen
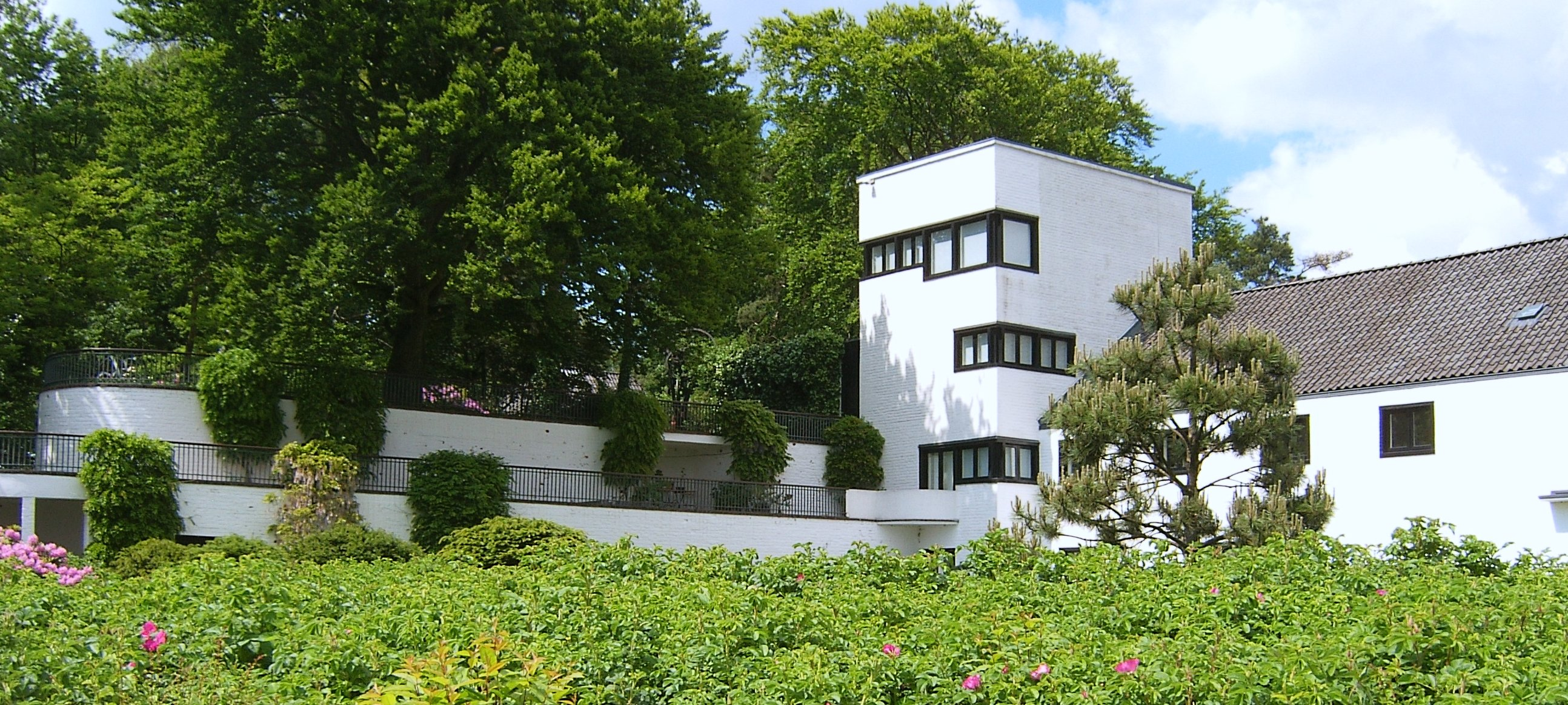
Puppenmuseum im Landhaus Michaelsen (Sven-Simon-Park)
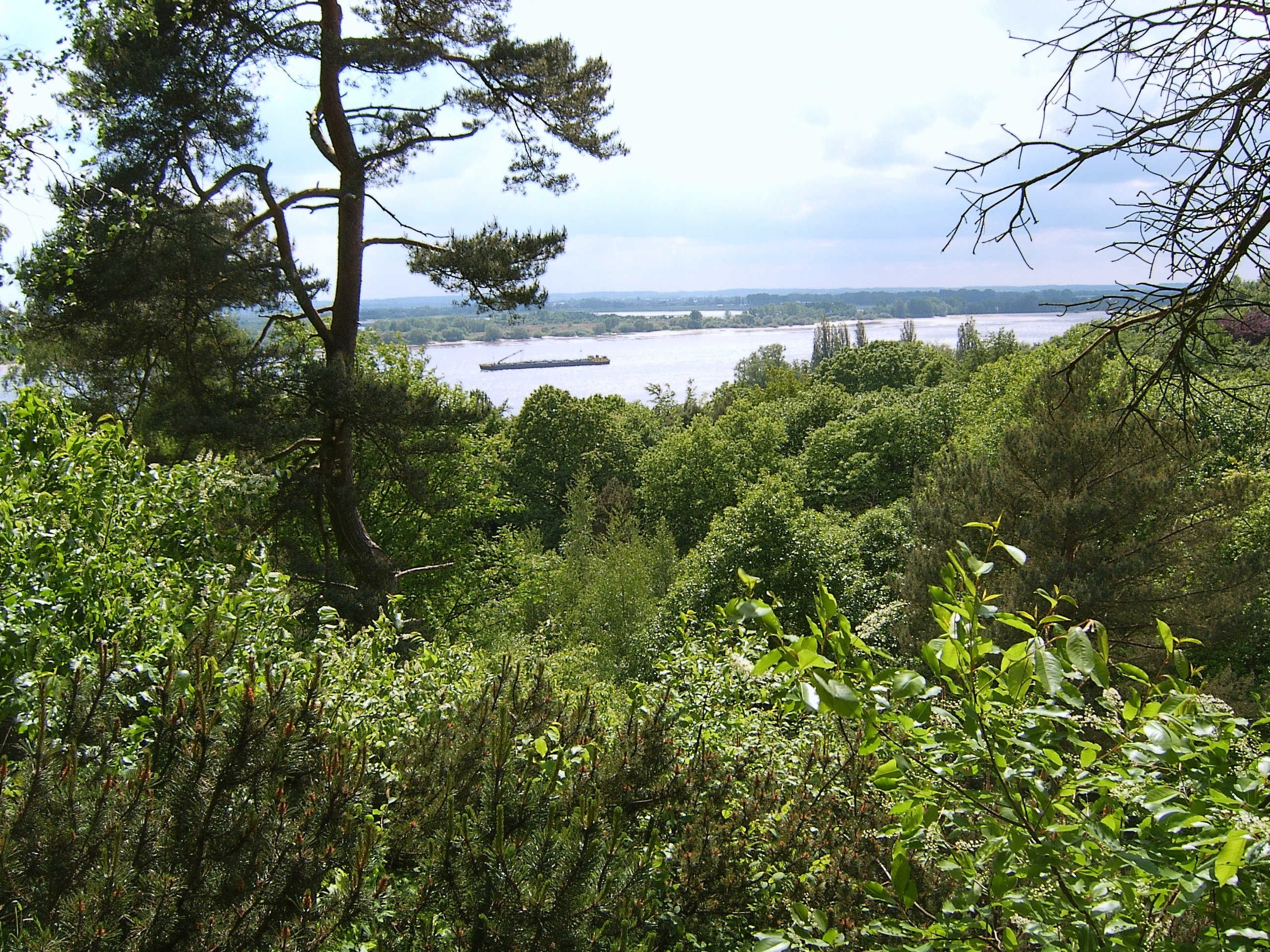
Blick vom Sven-Simon-Park auf die Insel Neßsand

## Wasserwerk
Am Falkensteiner Ufer steht der untere Teil des 1859 erbauten Altonaer Wasserwerkes. Es hatte von Anbeginn Absetzbecken, um das Elbwasser vorbereitet auf den Baursberg zu filtern. Die ersten Absetzbecken befanden sich auf dem Baursberg, 1896 wurden die Klär- und Vorklärbecken oder Absetzbecken am Falkensteiner Ufer in Betrieb genommen. Die Anlage arbeitete mit Sandfilter und war damit die erste ihrer Art in Deutschland. Die Choleraepidemie von 1892 griff daher nicht nach Altona über. Das Werk auf Baurs Berg ist noch heute in Betrieb, arbeitet aber seit 1960 nicht mehr mit Elbwasser, sondern aus insgesamt zehn Brunnenanlagen der Umgebung, die aus bis zu 310 Meter Tiefe das Grundwasser fördern. 
Nach einer mehrjährigen denkmalgerechten Sanierung des Ensembles durch zwei private Entwickler wohnen nun seit 2019 Familien, Paare, Singles und Senioren in den zu Lofts umgestalteten historischen Gebäuden. Die historische Pumpenhalle im östlichen Gebäude ist auch im Inneren vollständig erhalten geblieben und ist nun ein privates Museum, das zu besonderen Anlässen geöffnet wird und auch für private und Firmenveranstaltungen gebucht werden kann. Auf den neu gestalteten Außenanlagen findet sich, von der Straße gut sichtbar, eine kleine historische Lokomotive. Die nun verwendete Bezeichnung „Waterworks Falkenstein“ bezieht sich auf den Ursprungsnamen Altona Waterworks, den die für den Bau verantwortlichen britischen Ingenieure 1859 gewählt hatten.

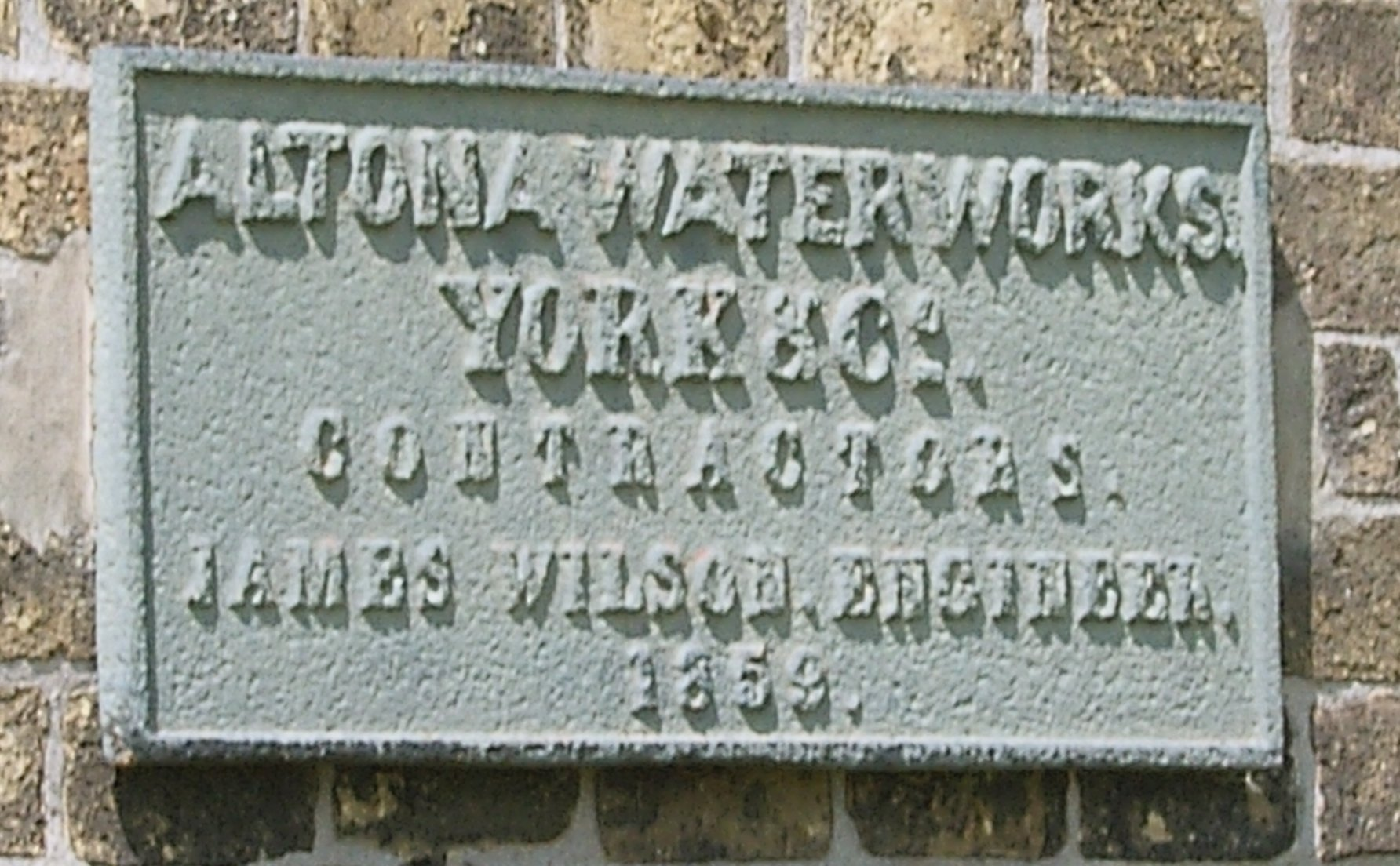
Firmenschild des Wasserwerks
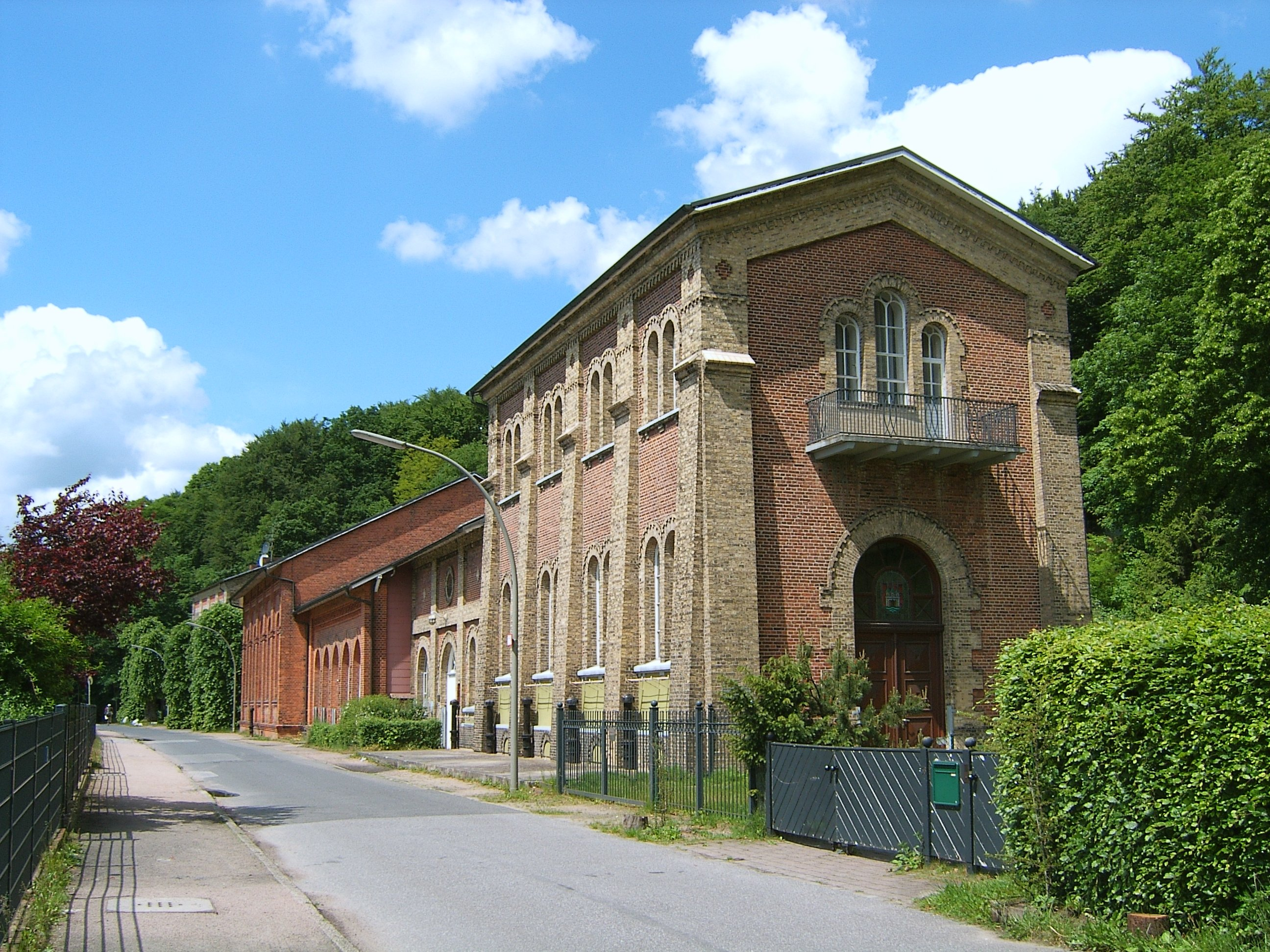
Ehemaliges Maschinenhaus des Wasserwerkes Baurs Berg
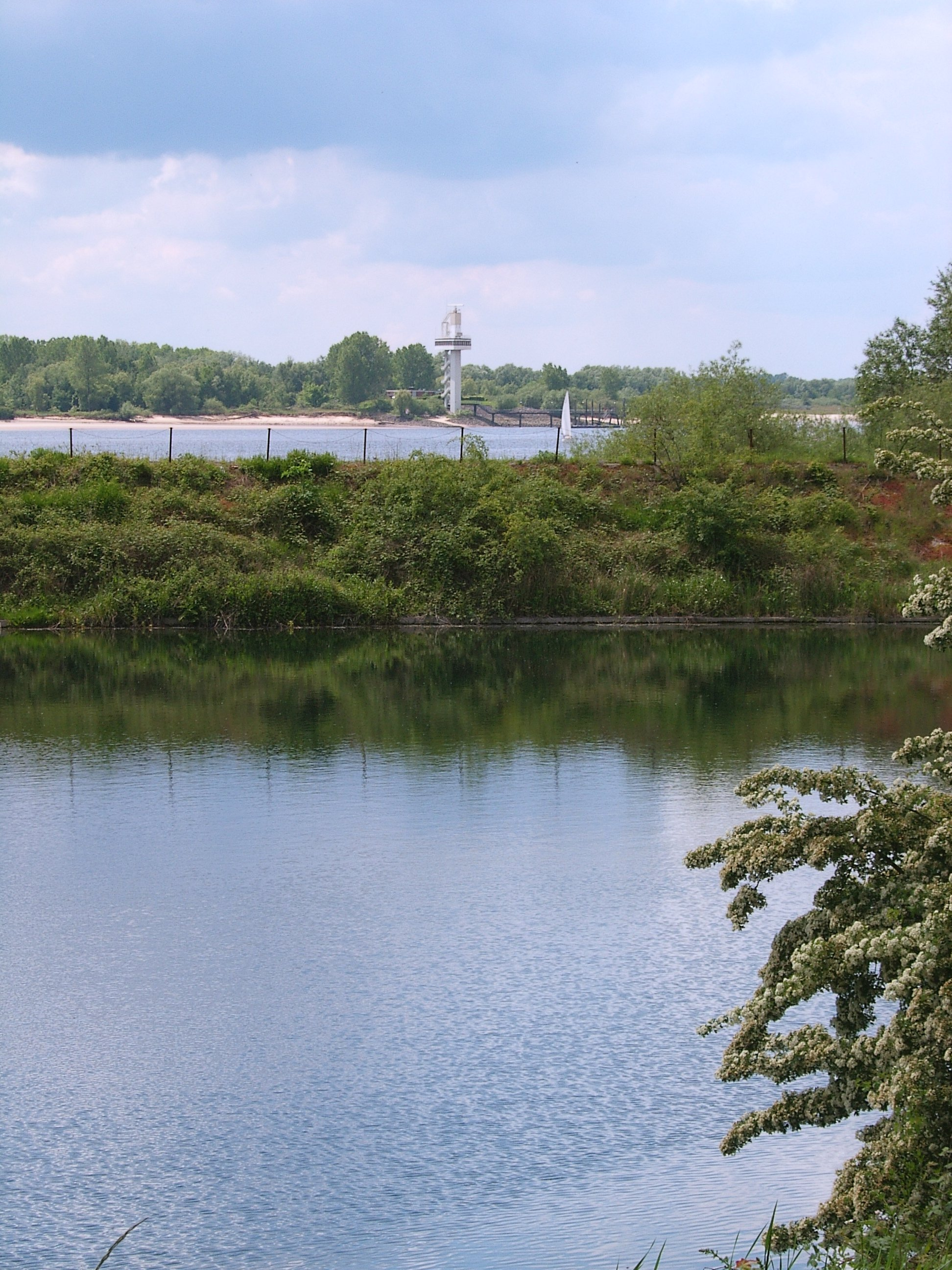
Blick über die Elbe auf die Radarstation Neßsand Im Vordergrund: eines der Absetzbecken des Wasserwerkes
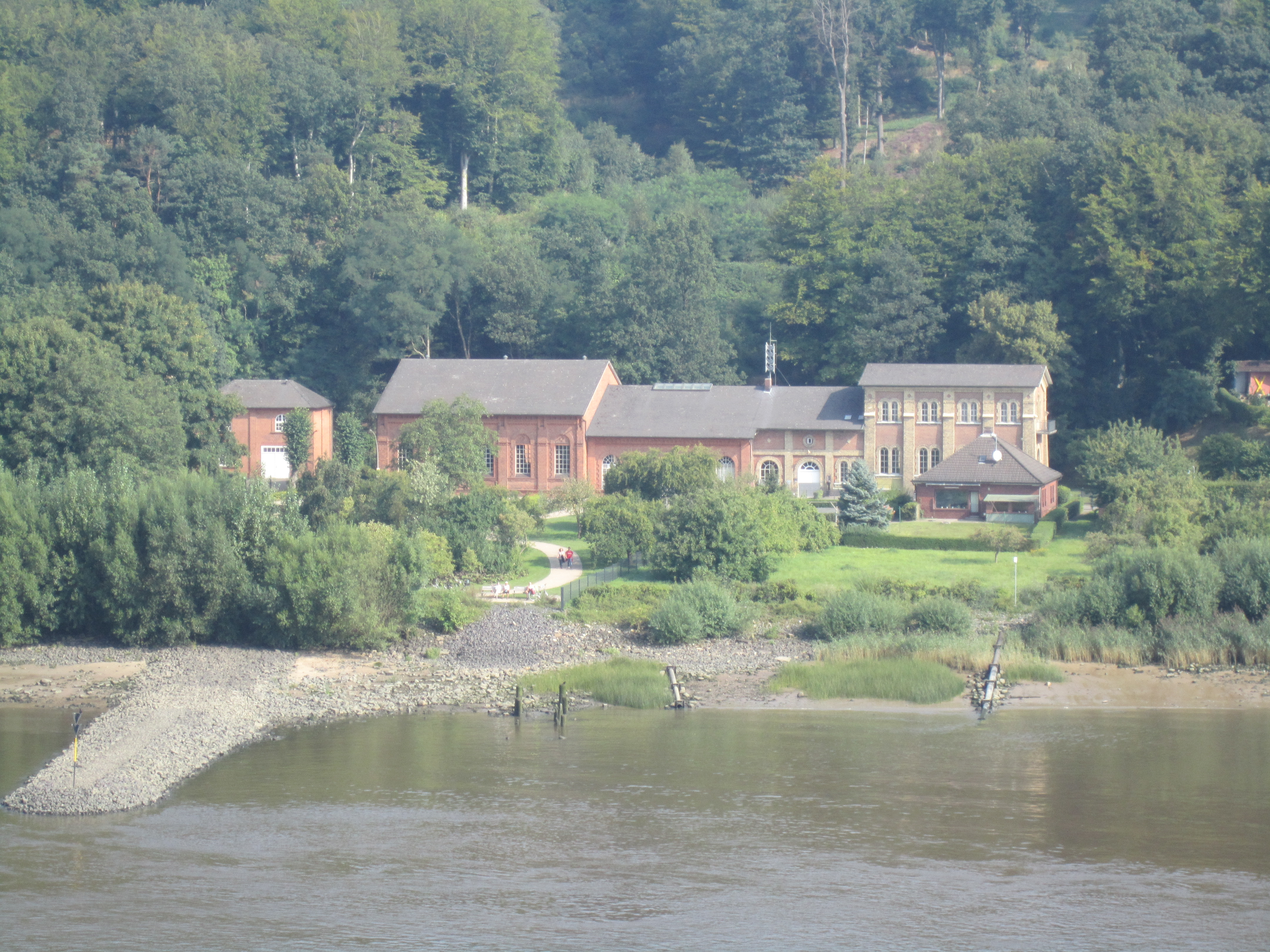
Wasserwerk Altona (Ansicht von der Elbe)

## Renaturierung
Das Fachamt für Gewässerschutz im Amt für Umweltschutz der Stadt Hamburg ließ die zwei Wasserbecken am Falkensteiner Ufer in den Jahren 2010 und 2011 renaturieren. Dazu wurden in den Becken Flachwasserzonen geschaffen. Das östliche Becken wurde im Rahmen einer gewässerökologischen Ausgleichsmaßnahme, finanziert aus einer Abwasserabgabe des Airbus-Werkes Finkenwerder, auf einem Teilstück zur Elbe geöffnet. Mit Abschluss der Renaturierungsmaßnahmen sollen Rückzugsgebiete für Elbfische verfügbar sein, der Sauerstoffeintrag in die Elbe im Sommer erhöht werden, die Entwicklung seltener Tiere und Pflanzen gefördert werden und die Attraktivität des Falkensteiner Ufers für Natur und Besucher steigen. Die Krötenpopulation stellt eines der letzten größeren Amphibienvorkommen in Hamburg dar und wird künftig ausschließlich in dem westlichen Becken laichen können.